# Ochthebius crenulatus
Ochthebius crenulatus es una especie de escarabajo del género Ochthebius, familia Hydraenidae. Fue descrita científicamente por Mulsant & Rey en 1850.
Se distribuye por Italia. Mide 1,6 milímetros de longitud. Se ha encontrado a altitudes de hasta 110 metros.